# Березники (Городецкий район)
Березники́ — деревня в Городецком районе Нижегородской области. Входит в состав Федуринского сельсовета.